# Hideyoshi Obata

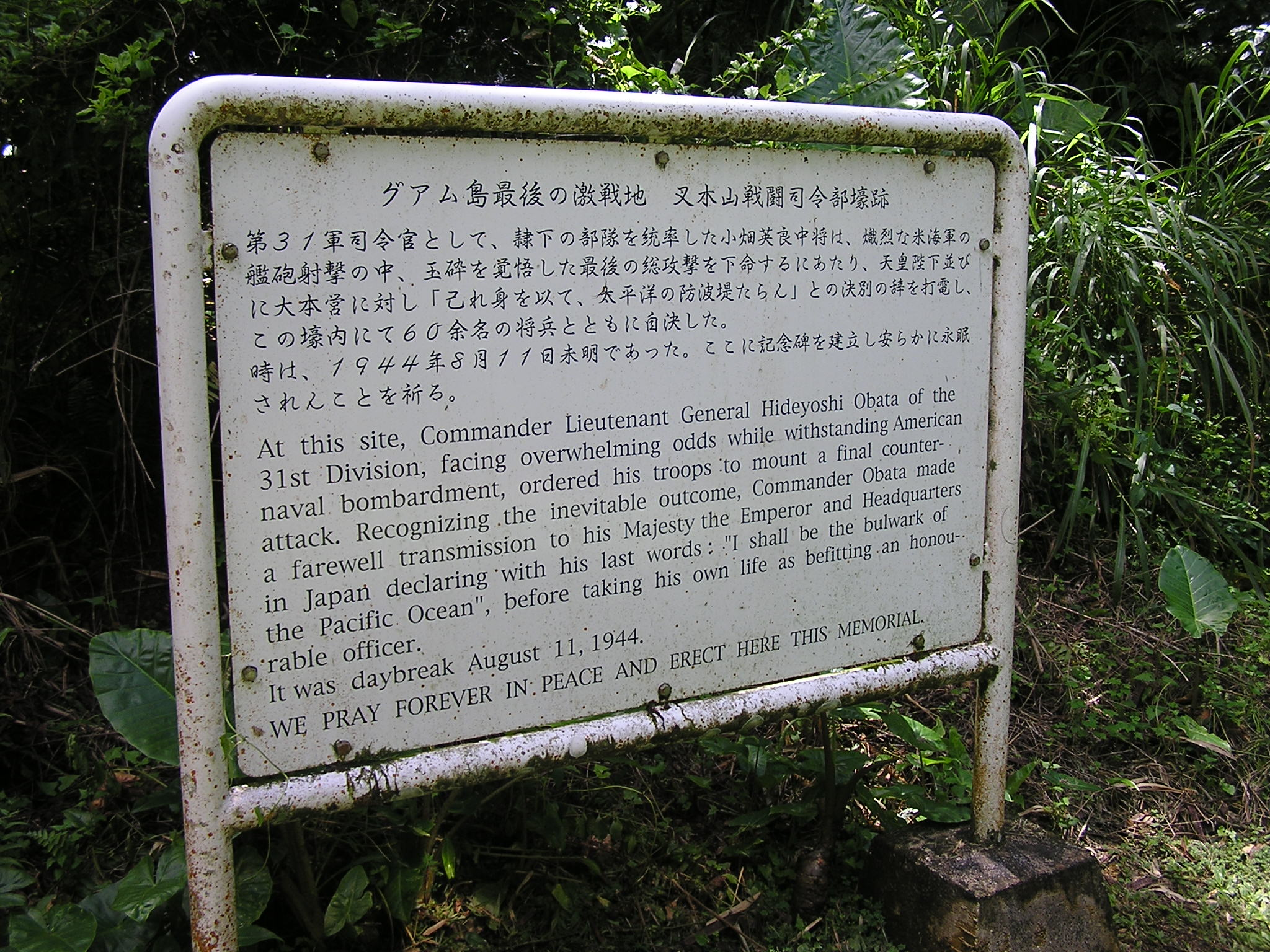
Placa no local onde Obata morreu em Yigo, Guam

Hideyoshi Obata (小畑 英良, Obata Hideyoshi) (2 de abril de 1890 – 11 de agosto de 1944) foi um general do Exército Imperial Japonês durante a Segunda Guerra Mundial.

## Biografia
Obata foi o quinto filho de um estudioso de língua chinesa na província de Osaka. Frequentou escolas preparatórias militares e graduou-se na 23ª turma da Academia Militar do Exército Imperial Japonês em dezembro de 1911, especializando-se em operações de cavalaria. Em 1919, formou-se na 31ª turma da Army War College e foi promovido à patente de capitão na cavalaria.
A partir de abril de 1923, Obata serviu como adido militar no Reino Unido e, de novembro de 1927 a agosto de 1934, como adido na Índia Britânica. Em agosto de 1934, foi promovido a coronel de cavalaria e retornou ao Japão para funções no Estado-Maior Geral do Exército.
Promovido a major-general em março de 1938, Obata foi redesignado da cavalaria para a aviação do exército. Tornou-se comandante da Escola de Aviação do Exército de Akeno em agosto de 1938. Em dezembro de 1940, foi promovido a tenente-general e assumiu o comando do 5º Grupo Aéreo do Exército em Taiwan, onde estava no início da Guerra do Pacífico. Posteriormente, sua unidade foi enviada à Frente da Birmânia em 1942. Em maio de 1943, assumiu como comandante-em-chefe do 3º Exército Aéreo, mas foi chamado de volta a Tóquio em dezembro.
Em 18 de fevereiro de 1944, Obata foi designado para comandar o 31º Exército, com a 29ª Divisão do Exército e a 53ª Divisão defendendo as Ilhas Marianas da aproximação dos Aliados. Ele estava ausente de seu quartel-general em Saipã quando os americanos invadiram, estabelecendo seu novo posto de comando em Guam. Na Batalha de Guam, ordenou um ataque total à meia-noite de 25 de julho de 1944, mas suas forças foram rapidamente sobrepujadas pelo enorme poder de fogo e números superiores dos EUA, perdendo mais de 80% de seus homens. Recuou com tropas para o extremo norte da ilha, e a maior parte foi dizimada em investidas contra forças blindadas dos EUA no começo de agosto. Obata cometeu seppuku em 11 de agosto de 1944 em Yigo, Guam, encerrando a tentativa japonesa de manter a ilha. Obata foi promovido postumamente ao posto de general.
Sua esposa era filha do Marechal-de-campo Kawamura Kageaki.